# Rajah Sikatuna Protected Landscape
Der Nationalpark Rajah Sikatuna Protected Landscape liegt im Bereich einer niedrigen Bergkette im Süden der Insel Bohol auf den Philippinen. Er wurde am 10. Juli 1987 durch den Erlass 129 ausgerufen. Das Naturschutzgebiet hat eine Fläche von 11.034 Hektar. Er liegt zwischen der Gemeinde Bilar und dem Barangay San Isidro, auf dem Gebiet der Gemeinde Sierra Bullones. Von der Straße von Bilar nach Loboc hat man den besten Zugang zu ihm.
Fast der gesamte natürliche Waldbestand auf Bohol befindet sich in den Grenzen dieses Naturschutzgebietes. Er wird teilweise unterbrochen durch Plantagen und Reisfelder, die die hauptsächliche Lebensgrundlage für die einheimische Bevölkerung bieten.
Die Topographie des Naturschutzgebietes wird als niedrige und sanft gewellte hügelige Bergkette beschrieben, die aus verschiedenen Arten von Kalkgesteinen besteht. Die Bergkämme sind teilweise mit Bäumen aus der Familie der Flügelfruchtgewächse bewachsen, der Waldbestand befindet sich jedoch in den Niederungen und an teilweise sehr steilen Berghängen. Die Parkfläche füllen zu 60 Prozent Wälder aus, etwa 15 Prozent sind Grasflächen, 5 Prozent werden von Plantagen und rund 10 Prozent werden landwirtschaftlich genutzt. 
Im Naturschutzgebiet liegen vier natürliche Quellen: Logarita, Anislag, Mabugnao und Aghuban. Diese bilden die Haupttrinkwasserquellen für die umliegenden Gemeinden. 
Im Park werden Bestände seltener Vogelarten wie der Bartlett-Dolchstichtaube (Gallicolumba crinigera), des Philippinenhaubenadlers (Nisaetus philippensis), der Philippinenente (Anas luzonica), des Rotsteißkakadus (Cacatua haematuropygia), des Streifenuhus (Bubo philippensis), des Rotnackenliest (Todiramphus winchelli),  des Silberfischer (Alcedo argentata), des Purpurrücken-Breitrachens (Eurylaimus samarensis) und des Hirserohrsängers (Acrocephalus sorghophilus) aufgezeichnet. 
An größeren Säugetieren können der Philippinen-Koboldmaki (Tarsius syrichta), der Javaneraffe (Macaca fascicularis), der Philippinen-Gleitflieger (Cynocephalus volans), die Kleinfleck-Zibetkatze (Viverra tangalunga), der Fleckenmusang (Paradoxurus hermaphroditus) und das Philippinische Pustelschwein (Sus philippensis) beobachtet werden.